# Vailly, Haute-Savoie
Vailly là một xã trong tỉnh Haute-Savoie thuộc vùng Auvergne-Rhône-Alpes đông nam Pháp.